# 小行星17637
小行星17637（17637 Blaschke）是一颗绕太阳运转的小行星，为主小行星带小行星。该小行星于1996年8月11日发现。

## 轨道参数
小行星17637的轨道半长轴为2.3778116 UA，离心率为0.135。